# John French
John Denton Pinkstone French, 1.er conde de Ypres (Ripple, Kent, 28 de septiembre de 1852-Deal, Kent, 22 de mayo de 1925) fue un alto oficial del ejército británico.
Fue soldado desde 1874, dirigió exitosamente a la caballería inglesa durante la segunda guerra de los bóeres. Fue designado inspector general del ejército entre 1907 y 1912. Jefe del Estado Mayor Imperial de marzo de 1912 a abril de 1914.
Fue elegido como comandante en jefe de la Fuerza Expedicionaria Británica al inicio de la Primera Guerra Mundial. Fue duramente criticado por su indeciso liderazgo en Ypres, Bélgica, que causó gran número de bajas británicas. Fue forzado a dimitir en 1915, se desempeñó como comandante en jefe en Gran Bretaña y después como Lord Teniente de Irlanda entre 1918 y 1921.

## Biografía
La familia French estaba emparentada con la familia French/De Freyne, que se había establecido en el actual condado de Wexford en el siglo XIV y poseía importantes propiedades en Frenchpark, condado de Roscommon. French siempre se consideró "irlandés", aunque su rama familiar había vivido en Inglaterra desde el siglo XVIII.
Su padre fue el comandante de la Marina Real, John Tracey William French, quien había luchado en Navarino y bajo el mando de Napier en la guerra civil portuguesa.  Su madre fue Margaret Eccles, de Glasgow, quien, tras sufrir una crisis nerviosa tras la muerte de su esposo, fue finalmente internada.  Murió en 1867, dejando a French al cuidado de sus hermanas.  Estudió en una escuela preparatoria de Harrow y en la Real Academia Naval de Eastman en Portsmouth  antes de unirse a la Marina Real en 1866.
Desde agosto de 1866, se formó a bordo del acorazado de tres cubiertas HMS Britannia en Dartmouth. Obtuvo solo un certificado "promedio", lo que le obligó a realizar seis meses más de entrenamiento a bordo de la fragata HMS Bristol en Sheerness desde enero de 1868 antes de obtener el título de guardiamarina.

## Trayectoria
En 1869 sirvió como guardiamarina en el HMS Warrior, comandado por el Capitán Boys, un viejo amigo del padre de French. Patrulló el Canal de la Mancha y frente a España y Portugal. Durante su servicio, presenció el hundimiento accidental del HMS Captain. Renunció a la Marina Real Británica en noviembre de 1870  tras descubrirse que padecía acrofobia y mareos.
French se unió a la Milicia de Artillería de Suffolk en noviembre de 1870.  Fue nombrado teniente del 8.º Regimiento de Húsares Reales Irlandeses del Rey el 28 de febrero de 1874, pero no hay constancia de que sirviera jamás con ellos.  Se transfirió al 19.º de Húsares el 11 de marzo de 1874.  Fue destinado al Comando de Aldershot.
la llegada del Mahdi a Sudán los obligó a combatir a las fuerzas mahdistas cerca de Suakin. French se reincorporó al regimiento cuando regresaron a El Cairo en octubre de 1884.
Ascendió a teniente coronel el 7 de febrero de 1885.  Una vez más, este fue un ascenso inusualmente temprano, y fue nombrado segundo al mando del 19.º Regimiento de Húsares. Su experiencia en el manejo de la caballería con escasez de agua le sería muy útil en Sudáfrica. En enero de 1886, ocupó brevemente el cargo de comandante tras el fallecimiento del coronel Barrow.
Desde junio de 1886 hasta abril de 1888, French estuvo destinado en Norwich con el regimiento. Se convirtió en comandante del 19.º Regimiento de Húsares el 27 de septiembre de 1888.
Fue ascendido a coronel brevet (7 de febrero de 1889) y enviado a la India en septiembre de 1891. Allí, en un campamento de caballería durante un ejercicio en noviembre de 1891, conoció al capitán Douglas Haig, con cuya carrera la suya estaría entrelazada durante los siguientes 25 años.  French se convirtió en ayudante general adjunto de caballería en 1893.
French se embarcó desde Southampton para la segunda guerra bóer el 23 de septiembre de 1899, invitando a Haig a compartir su camarote. Fue nombrado mayor general del Estado Mayor y mayor general local.
French llegó a Ciudad del Cabo el 11 de octubre. Esperaba comandar una brigada de caballería al mando del teniente general George White en Natal. White también contaba con el equivalente a una división de infantería, pero el coronel Brocklehurst fue designado para este mando. French y Haig recibieron la orden de dirigirse a Natal "por el momento" tras recibir un cable de la Oficina Nord que, según supusieron, significaba que debían hacerse cargo de la división de caballería cuando llegara el Cuerpo de Ejército de Buller. Tras navegar a Durban, French y Haig llegaron a Ladysmith a las 5:40 a. m. del 20 de octubre, justo cuando comenzaban las hostilidades.
Elandslaagte presenció la carga de la caballería británica con la lanza, aniquilando a los bóers que huían en medio de escenas sangrientas descritas por un oficial británico como "una excelente paliza ". Esto se presentó como una prueba de la continua relevancia de las cargas de caballería, pero en realidad se debió en gran medida al éxito del ataque de infantería previo de Hamilton y al hecho de que la carga se llevó a cabo al anochecer. French celebró el aniversario de esta pequeña batalla durante el resto de su vida y la prensa británica se hizo eco de ella.
La guerra terminó a principios de junio de 1902, tras más de un mes de negociaciones. French y Lord Kitchener regresaron a Southampton el 12 de julio de 1902,  y recibieron una entusiasta bienvenida con miles de personas que abarrotaron las calles de Londres para su procesión.
El 22 de agosto de 1902, French fue ascendido a teniente general permanente por su distinguido servicio en el campo de batalla. asumió el cargo de comandante del 1.er Cuerpo de Ejército en la comandancia de Aldershot el 15 de septiembre de 1902.
French recibió el rango de Comandante en Jefe General en Aldershot el 1 de junio de 1905. El 19 de diciembre de 1905 y el 6 de enero de 1906, como resultado de la Primera Crisis Marroquí, French formó parte de un comité de cuatro hombres convocado por Esher para debatir la planificación de la guerra: las opciones eran operaciones puramente navales, un desembarco anfibio en el Báltico o el despliegue de una fuerza expedicionaria en Francia. En la segunda reunión, French presentó un plan para el despliegue en Francia o Bélgica diez días después de la movilización, posiblemente movilizándose en territorio francés para ahorrar tiempo.
Murió a los 72 años de edad.